# Klären (Kochen)

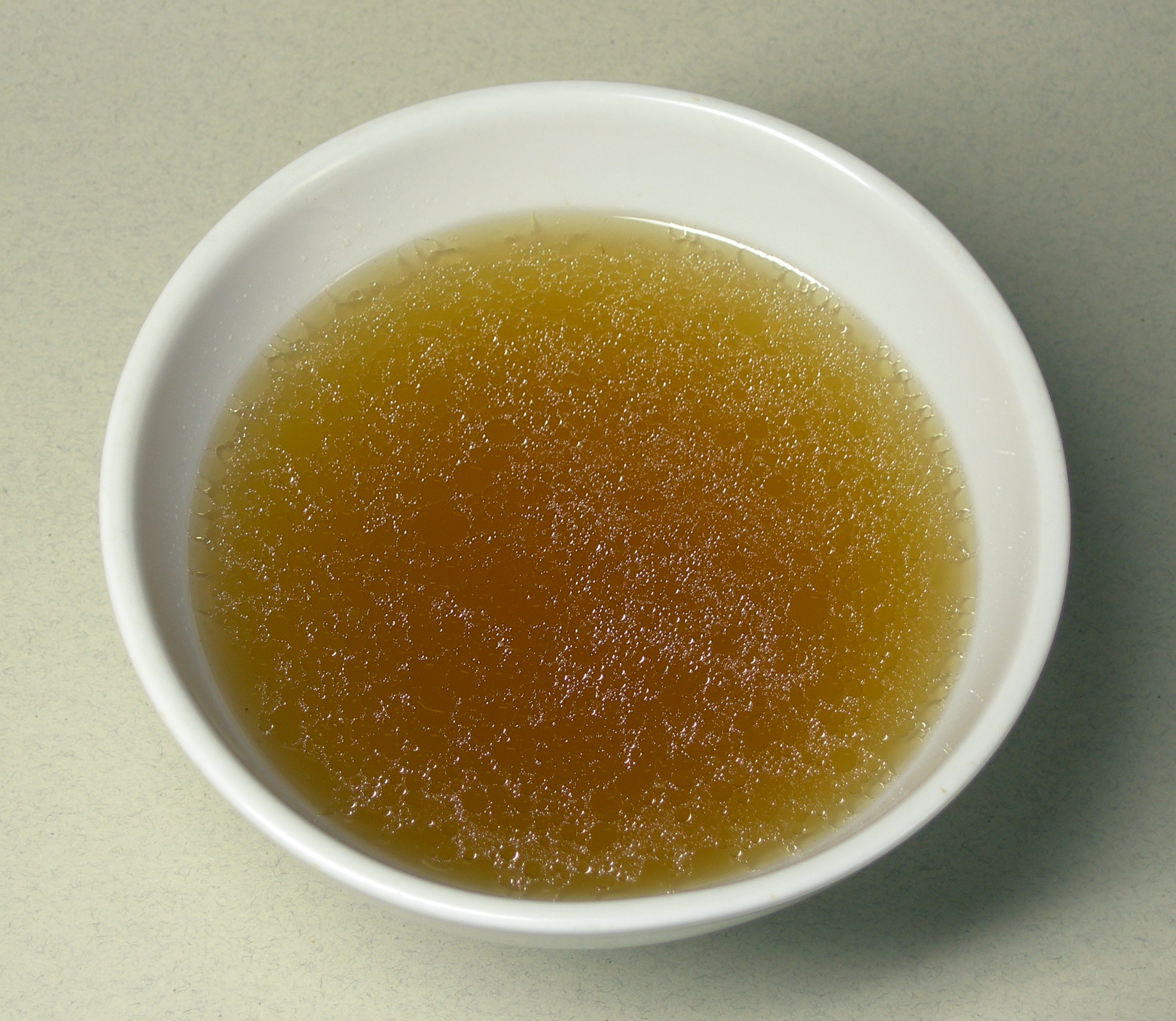
Consommé, eine konzentrierte Brühe aus Rindfleisch, Hackfleisch und Gemüse.

Unter Klären (auch Klarifizieren) versteht man das Entfernen von Trübstoffen aus einer Sauce oder Brühe, um eine glatte Sauce bzw. eine klare Brühe zu erhalten.
Für das Klären vermengt man die Brühe mit Klärfleisch und erhitzt sie langsam auf Temperaturen über 70 °C. Dabei gerinnen die Proteine und binden die vorhandenen Trübstoffe. Das Fleisch und die Würzmittel verstärken den Geschmack der Flüssigkeiten, darum wird der Vorgang auch zur Herstellung von Kraftbrühen genutzt. Am Ende wird das Klärfleisch mit den gebundenen Trübstoffen aus der Flüssigkeit entfernt.
Statt Klärfleisch kann auch die abgekühlte zu klärende Flüssigkeit zu Eiklar gegeben und unter ständigem Schlagen mit einem Schneebesen langsam wieder zum Kochen gebracht werden.

## Klärfleisch
Klärfleisch ist ein Hilfsmittel zum Klären von Brühen und Fonds. Es besteht aus fettarmem, magerem Fleisch, welches reich an Proteinen ist. Zur Vorbereitung wird das Fleisch grob gewolft und mit Gemüse, Gewürzen und Eiklar vermengt. Zur Verlängerung des Klärvorgangs kühlt man die Masse durch die Zugabe von Eiswürfeln. Eine typische Fleischsorte ist Rinderhesse, welche die Anforderungen erfüllt. Für Gerichte aus Fisch nimmt man entsprechende Seefische.